# Self Satisfaction
『Self Satisfaction』（セルフ・サティスファクション）は、奥井雅美の1stセルフカバーアルバムである。2009年8月21日にevolutionから発売された。

## 背景
前作『Akasha』からわずか半年弱と言う短いブランクでリリースされ、奥井が声優やミュージシャンに提供した楽曲を収録した作品となっている。

## コンサート
北海道札幌市にあるライブハウス『PENNY LANE 24』の開館20周年を記念し、本作を引っ提げたコンサートを兼ねた単発ライブ『音楽処Presents PennyLane24 20thAnniversary 奥井雅美 Limited Live 〜Self Satisfaction〜 Powered by アニメロミックス』が開催された。日程は、以下の通り。
| 日程         | 都道府県 | 会場               |
| ------------ | -------- | ------------------ |
| 2009年9月6日 | 北海道   | 札幌ペニーレーン24 |

## 収録曲
- 括弧内は、楽曲提供したミュージシャン。

| 全作詞: 奥井雅美（#12のみ石田燿子）。 |                                                       |                                |            |                                             |                                                                               |      |
| #                                     | タイトル                                              | 作詞                           | 作曲       | 編曲                                        | 提供先のタイアップ                                                            | 時間 |
| 1.                                    | 「Divine love」(JAM Project featuring きただにひろし) | 奥井雅美 （#12のみ 石田燿子 ） | 奥井雅美   | 鈴木 Daichi 秀行                            | テレビアニメ『セイント・ビースト〜光陰叙事詩天使譚〜』オープニングテーマ      | 3:53 |
| 2.                                    | 「STRATEGY」(宮崎羽衣)                                | 奥井雅美 （#12のみ 石田燿子 ） | MACARONI☆  | MACARONI☆                                   | ラジオ『かのこんラジオ 〜耕太とちずるのゆやよん成長日記〜』オープニングテーマ | 3:19 |
| 3.                                    | 「ADORATION」(アカリボン（宮崎羽衣）)                 | 奥井雅美 （#12のみ 石田燿子 ） | 奥井雅美   | Monta                                       | テレビアニメ『RAY THE ANIMATION』キャラクターソング                           | 4:33 |
| 4.                                    | 「夕凪」(近江知永)                                    | 奥井雅美 （#12のみ 石田燿子 ） | 奥井雅美   | 市川淳                                      | テレビアニメ『RAY THE ANIMATION』エンディングテーマ                           | 4:47 |
| 5.                                    | 「篝火」(KAORI)                                       | 奥井雅美 （#12のみ 石田燿子 ） | Monta      | 市川淳                                      | テレビアニメ『AYAKASHI』エンディングテーマ                                    | 5:11 |
| 6.                                    | 「KAKERA」(春日野零（野川さくら）)                    | 奥井雅美 （#12のみ 石田燿子 ） | 奥井雅美   | MACARONI☆                                   | テレビアニメ『RAY THE ANIMATION』キャラクターソング                           | 5:20 |
| 7.                                    | 「Time Limit」(宮崎羽衣)                              | 奥井雅美 （#12のみ 石田燿子 ） | Monta      | MACARONI☆                                   | PS2用ソフト『かのこん えすいー』挿入歌                                        | 3:38 |
| 8.                                    | 「HONESTY」(篠山利明（高橋広樹）)                     | 奥井雅美 （#12のみ 石田燿子 ） | Monta      | Monta                                       | テレビアニメ『RAY THE ANIMATION』キャラクターソング                           | 5:14 |
| 9.                                    | 「冬の向日葵」(近江知永)                              | 奥井雅美 （#12のみ 石田燿子 ） | Sonic Dove | Sonic Dove                                  | PCゲーム『冬のロンド』挿入歌                                                  | 5:01 |
| 10.                                   | 「Float 〜空の彼方で〜」(近江知永)                    | 奥井雅美 （#12のみ 石田燿子 ） | 奥井雅美   | 市川淳                                      | テレビアニメ『SoltyRei』エンディングテーマ                                    | 4:55 |
| 11.                                   | 「KURENAI」(宮崎羽衣)                                 | 奥井雅美 （#12のみ 石田燿子 ） | 奥井雅美   | MACARONI☆                                   | テレビアニメ『ナイトウィザード The ANIMATION』オープニングテーマ              | 4:33 |
| 12.                                   | 「言えないから -Piano quintetto-」(石田燿子)          | 奥井雅美 （#12のみ 石田燿子 ） | 奥井雅美   | - 長岡成貢 - ストリングスアレンジ: 丸山美里 | テレビアニメ『ぷちぷり*ユーシィ』エンディングテーマ                           | 5:09 |
| 合計時間:                             | 合計時間:                                             | 合計時間:                      | 合計時間:  | 合計時間:                                   | 55:33                                                                         |      |

## 参加ミュージシャン
| Divine love - Vocal Rec & Mix : Jazzy Man - All instruments : 鈴木 Daichi 秀行 - Chorus : 奥井雅美 STRATEGY - Vocal Rec & Mix : Jazzy Man - All instruments : MACARONI☆ - Chorus : 奥井雅美 ADORATION - Vocal Rec & Mix : Jazzy Man - All instruments : MACARONI☆ - Chorus : 奥井雅美 - Voice : 宮崎羽衣 夕凪 - Vocal Rec & Mix : 岡崎秀俊(Scrum Staff) - All instruments : 市川淳 - Chorus : 奥井雅美 篝火 - Vocal Rec & Mix : Jazzy Man - All instruments : 市川淳 - Chorus : 奥井雅美 KAKERA - Vocal Rec & Mix : Jazzy Man - All instruments : MACARONI☆ - Chorus : 奥井雅美 | Time Limit - Vocal Rec & Mix : Jazzy Man - All instruments : MACARONI☆ - Chorus : 奥井雅美 HONESTY - Vocal Rec & Mix : Jazzy Man - All instruments : Monta - Chorus : 奥井雅美 冬の向日葵 - Vocal Rec & Mix : Jazzy Man - All instruments : Sonic Dove - Chorus : 奥井雅美 Float 〜空の彼方で〜 - Vocal Rec & Mix : 岡崎秀俊(Scrum Staff) - All instruments : 市川淳 - Chorus : 奥井雅美 KURENAI - Vocal Rec & Mix : Jazzy Man - All instruments : MACARONI☆ - Chorus : 奥井雅美 言えないから -Piano quintetto- - Piano : 奥井雅美 - 1st Violin : 丸山美里 - 2nd Violin : 藤縄陽子 - Viola : 萩原薫 - V.Cello : 唐沢彩子 - Chorus : 奥井雅美 |